# Phalacraea
Phalacraea es un género de fanerógamas perteneciente a la familia de las asteráceas. Comprende 9 especies descritas y de estas, solo 3 aceptadas. Es originario de Sudamérica.

## Taxonomía
El género fue descrito por Augustin Pyrame de Candolle y publicado en Prodromus Systematis Naturalis Regni Vegetabilis 5: 105. 1836.

## Especies aceptadas
A continuación se brinda un listado de las especies del género Phalacraea aceptadas hasta junio de 2012, ordenadas alfabéticamente. Para cada una se indica el nombre binomial seguido del autor, abreviado según las convenciones y usos.
- Phalacraea callitricha (B.L.Rob.) R.M.King & H.Rob.
- Phalacraea latifolia DC.
- Phalacraea longipetiolata (B.L.Rob.) R.M.King & H.Rob.